# 泰雷斯
泰雷斯（義大利語：Terres），曾是意大利特伦托自治省的一个市镇。总面积6.4平方公里，人口320人，人口密度50.0人/平方公里（2009年）。ISTAT代码为022194。
2016年1月1日，库内沃、弗拉翁和泰雷斯三个市镇合并为新的孔塔市镇。